# Canthidium euchalceum
Canthidium euchalceum är en skalbaggsart som beskrevs av Vladimir Balthasar 1939. Canthidium euchalceum ingår i släktet Canthidium och familjen bladhorningar. Inga underarter finns listade.